# Jailbreak (album)
Pour les articles homonymes, voir Jailbreak.
Albums de Thin Lizzy
Fighting
(1975) Johnny the Fox
(1976)
Singles
1. The Boys are Back in Town
Sortie : 17 avril 1976
2. Jailbreak
Sortie : 30 juillet 1976
3. Cowboy Song
Sortie : 1976

Jailbreak est le sixième album studio du groupe de rock irlandais Thin Lizzy. Il sortit le 26 mars 1976 sur le label Vertigo Records (Mercury pour les États-Unis) et a été produit par John Alcock.

## Historique
Après les faibles ventes des albums précédents, le label Vertigo donne une dernière chance au groupe et ce dernier se met au travail d'écriture des nouvelles chansons fin 1975 dans un studio dans le Buckinghamshire. Fin décembre les nouveaux titres sont prêts et le groupe investit les Studio Ramport à Londres avec une quinzaine de titres pour les enregistrer. Il y restera une partie du mois de janvier avec le producteur John Alcock, un habitué des lieux.
Finalement, faute de place, seulement dix titres figureront sur l'album et The Boys are Back in Town ne devait initialement pas en faire partie, ne contenant pas les harmonies de guitares qui font le son du groupe. Cependant, le label trouva que la chanson avait un "petit quelque chose" qui pourrait propulser l'album et décida qu'il ferait partie de la liste des titres figurant sur le disque. Mieux encore, la chanson sera le premier single pour promouvoir l'album et sortira le 17 avril 1976. Il se classa à la 8e place des charts britanniques et grâce à deux deejay de Louisville dans le Kentucky qui passaient le titre en boucle entrainant petit à petit les autres radio US, il se hissa jusqu'à la 
12e position au Billboard Hot 100.
L'album se classa à la 10e position au Royaume-Uni à la 18e position au Billboard 200 américain le 24 juillet 1976. Mais c'est au Canada qu'il se classa le mieux, atteignant la 5e place des charts du magazine RPM (The Boys Are Back in Town s'y classant 8e dans le Top Singles ). Le single Jailbreak se classa à la 31e place en Grande-Bretagne etCowboy Song, sorti uniquement en single en  Amérique du Nord s'est classé à la 77e position. 
Lors de la deuxième partie de la tournée américaine pendant laquelle, Thin Lizzy partageait l'affiche avec Rainbow (groupe), Phil Lynott tomba malade et on lui diagnostiqua une hépatite. Le manageur fut contraint d'annuler les dates restantes de la tournée et le groupe rentra en Angleterre où Lynott fut hospitalisé en soins intensifs.

## Liste des titres
Vinyle – Vertigo Records (6360 130,  France)
| 1. | Jailbreak                 | Phil Lynott             | 3:57 |
| 2. | Angel from the Coast      | Lynott, Brian Robertson | 3:01 |
| 3. | Running Back              | Lynott                  | 3:11 |
| 4. | Romeo and the Lonely Girl | Lynott                  | 3:20 |
| 5. | Warriors                  | Lynott, Scott Gorham    | 4:05 |

| 6. | The Boys Are Back in Town | Lynott                            | 4:24 |
| 7. | Fight Or Fall             | Lynott                            | 3:44 |
| 8. | Cowboy Song               | Lynott, Brian Downey              | 5:14 |
| 9. | Emerald                   | Lynott, Downey, Robertson, Gorham | 4:02 |

Disque bonus de la version Deluxe de 2011
| No  | Titre                                                                        | Auteur                            | Durée |
| --- | ---------------------------------------------------------------------------- | --------------------------------- | ----- |
| 1.  | The Boys Are Back in Town (remixed version)                                  | Lynott                            | 4:34  |
| 2.  | Jailbreak (remixed version)                                                  | Lynott                            | 4:15  |
| 3.  | The Boys Are Back in Town (remixed version, alternate vocals)                | Lynott                            | 4:32  |
| 4.  | Emerald (remixed version)                                                    | Lynott, Downey, Robertson, Gorham | 4:08  |
| 5.  | Jailbreak (BBC session, 12 fevrier 1976)                                     | Lynott                            | 4:04  |
| 6.  | Emerald (BBC Session, 12 février 1976)                                       | Lynott, Downey, Robertson, Gorham | 3:57  |
| 7.  | Cowboy Song (BBC Session, 12 février 1976)                                   | Lynott, Downey                    | 5:13  |
| 8.  | Warriors (BBC Session, 12 février 1976)                                      | Lynott, Gorham                    | 3:56  |
| 9.  | Fight or Fall (extented version, rough mix)                                  | Lynott                            | 5:21  |
| 10. | Blues Boy (titre inédit)                                                     | Lynott                            | 4:38  |
| 11. | Derby Blues (version primaire de Cowboy Song, enregistré le 11 février 1975) | Lynott, Downey                    | 6:51  |

## Musiciens
Thin Lizzy
- Phil Lynott - chants, basse, guitare acoustique
- Scott Gorham - guitare, guitare solo
- Brian Downey - batterie, percussions
- Brian Robertson - guitare, guitare solo

Musicien additionnel
- Tim Hinkley - claviers sur Running Back (non crédité).

## Charts et certifications

### Album
Charts
| Pays                          | Durée du classement | Meilleur classement | Date             |
| ----------------------------- | ------------------- | ------------------- | ---------------- |
| Canada (RPM)                  | 24 semaines         | 5e                  | 14 août 1976     |
| États-Unis (Billboard 200)    | 28 semaines         | 18e                 | 24 juillet 1976  |
| France (SNEP)                 | 1 semaine           | 150e                | 15 janvier 2011  |
| Royaume-Uni (UK Albums Chart) | 50 semaines         | 10e                 | 4 septembre 1976 |
| Suède (Sverigetopplistan)     | 3 semaines          | 21e                 | 29 mars 1976     |

Certifications
| Pays        | Certification | Ventes    | Date              |
| ----------- | ------------- | --------- | ----------------- |
| Canada      | Or            | 50 000 +  | 1er avril 1979    |
| États-Unis  | Or            | 500 000 + | 20 octobre 1977   |
| Royaume-Uni | Or            | 100 000 + | 1er novembre 1976 |

### Singles
Charts
| Single                    | Chart            | Durée du classement | Position | Date            |
| ------------------------- | ---------------- | ------------------- | -------- | --------------- |
| The Boys Are Back in Town | Hot 100          | 17 semaines         | 12e      | 24 juillet 1976 |
| The Boys Are Back in Town | RPM Top Singles  | 19 semaines         | 8e       | 21 août 1976    |
| The Boys Are Back in Town | UK Singles Chart | 10 semaines         | 8e       | 3 juillet 1976  |
| Jailbreak                 | UK Singles Chart | 4 semaines          | 31e      | 21 août 1976    |
| Cowboy Song               | Hot 100          | 8 semaines          | 77e      | 30 octobre 1976 |

Certification
| Pays        | Certification | Ventes    | Date              |
| ----------- | ------------- | --------- | ----------------- |
| Royaume-Uni | Platine       | 600 000 + | 23 septembre 2022 |